# Jaap van der Meij
Jacob (Jaap) van der Meij (Amsterdam, 1 september 1923 – Tortellà (Olot), 1 juni 1999) was een Nederlandse beeldhouwer, schilder en monumentaal kunstenaar.

## Leven en werk
Van der Meij werd geboren in Amsterdam uit Amelander ouders, hij was een zoon van koopvaardijkapitein Jacob van der Meij en Sijtske Molenaar. Hij kreeg zijn opleiding aan het Rijksinstituut tot Opleiding van Tekenleraren en bij professor Heinrich Campendonk aan de Rijksacademie in Amsterdam. Hij vervolgde zijn studie aan het Gents Hoger Instituut Schone Kunsten. Zijn werk is voornamelijk in Noord-Nederland te vinden, het oeuvre bestaat onder meer uit reliëfs en plastieken in beton, soms in combinatie met glas of hout. Hij gaf les aan de Academie Vredeman de Vries in Leeuwarden.
Van der Meij woonde onder meer in Amsterdam, Schoonhoven, Meppel en vanaf 1961 in Friesland. In 1963 nam hij de Adelskerk van Oud Beets in gebruik als atelier, later had hij zijn werkplaats in een schuur in Katlijk. Vanaf 1987 woonde hij in Spanje, waar hij op 76-jarige leeftijd overleed. Hij werd begraven in Hollum.

## Werken (selectie)
- zonder titel. (1957) Mozaïek in de aula van de vml. Rijks Kweekschool, nu PABO Stenden Hoogeschool te Meppel. Het mozaïek hangt boven de ingangsdeur, maar is afgedekt met plaatmateriaal.
- reliëf Monument voor de mens (1965), Leeuwarden
- mozaïek (1965) LOM-school Fiducia, Groningen
- waterdiertjes (1968) voor zwembad in Bakkeveen
- zonder titel (1968), Joure
- zonder titel (1970) bij OSG Sevenwolden in Heerenveen
- watersculptuur (1971), Wolvega
- De starter (1972), Leeuwarden
- Groeisymbool (1972), Groningen
- Koning van de wadden (1972), bij het Eemsmondgebouw in Delfzijl
- Levende ent (1973), Gorredijk
- Aardschotel (1974), Ureterp
- Heilige grond (1976), Bergum
- zonder titel (1976) bij het verpleeghuis aan de Zonnelaan in Groningen
- Groeiplastiek (1977), Dokkum
- Drie figuren (1979), Dokkum

## Afbeeldingen

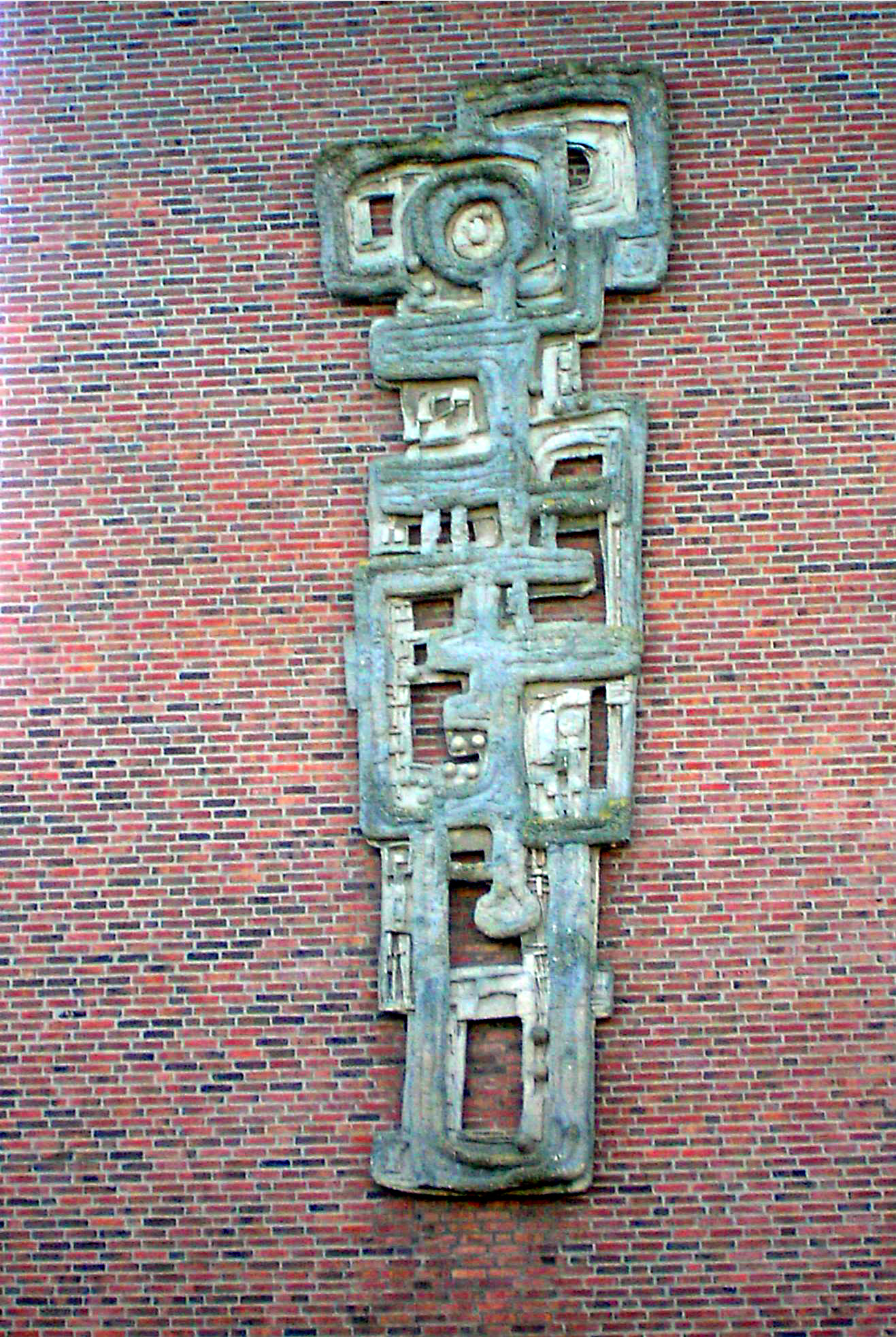
Monument voor de mens (1965)
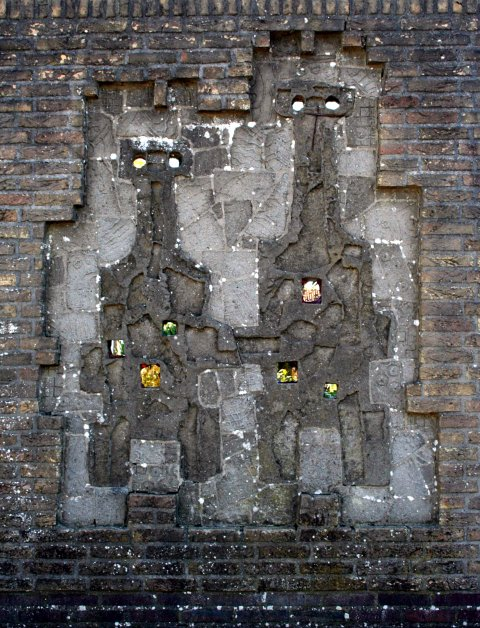
zonder titel (1968)
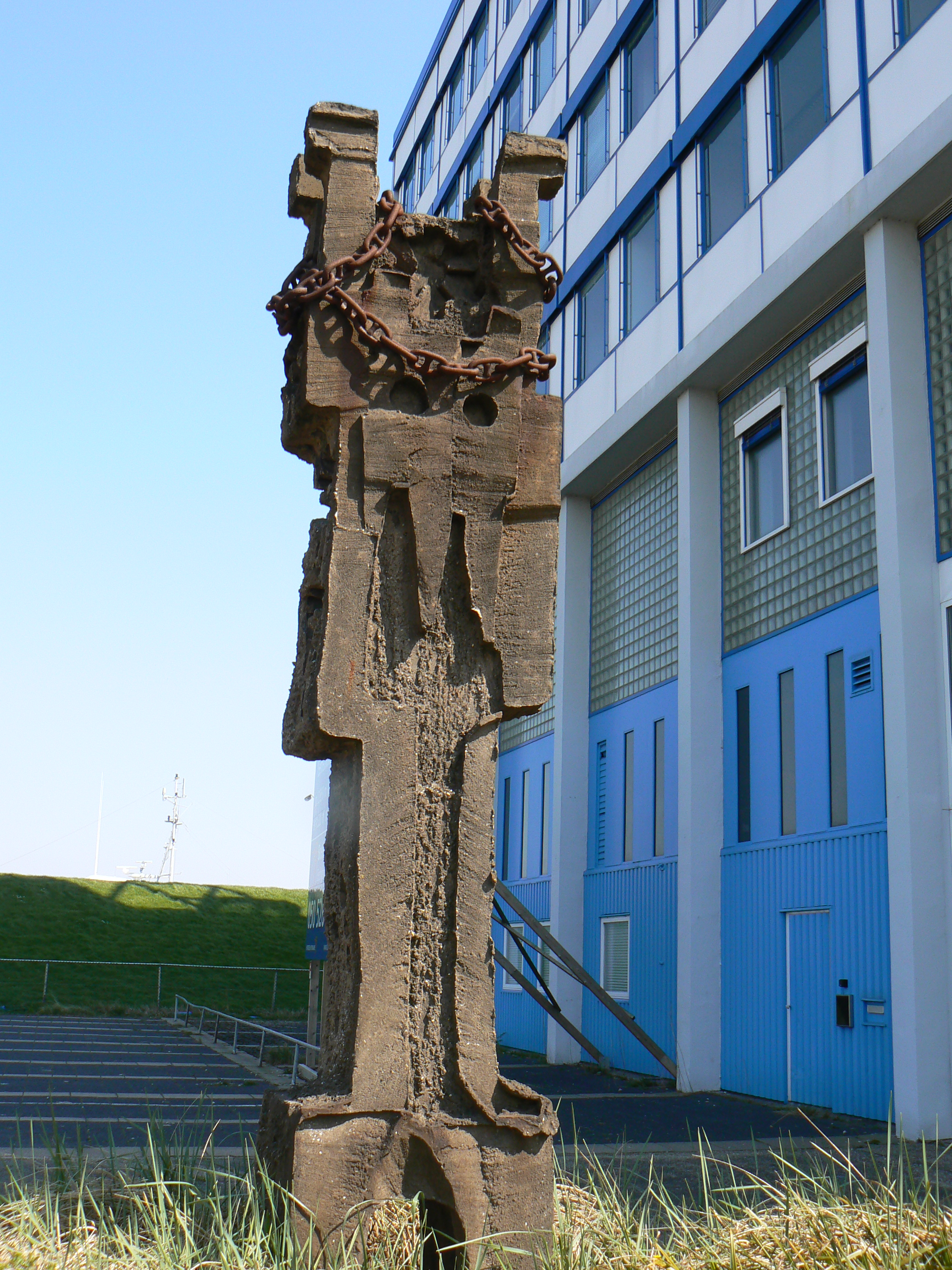
Koning van de wadden (1972)
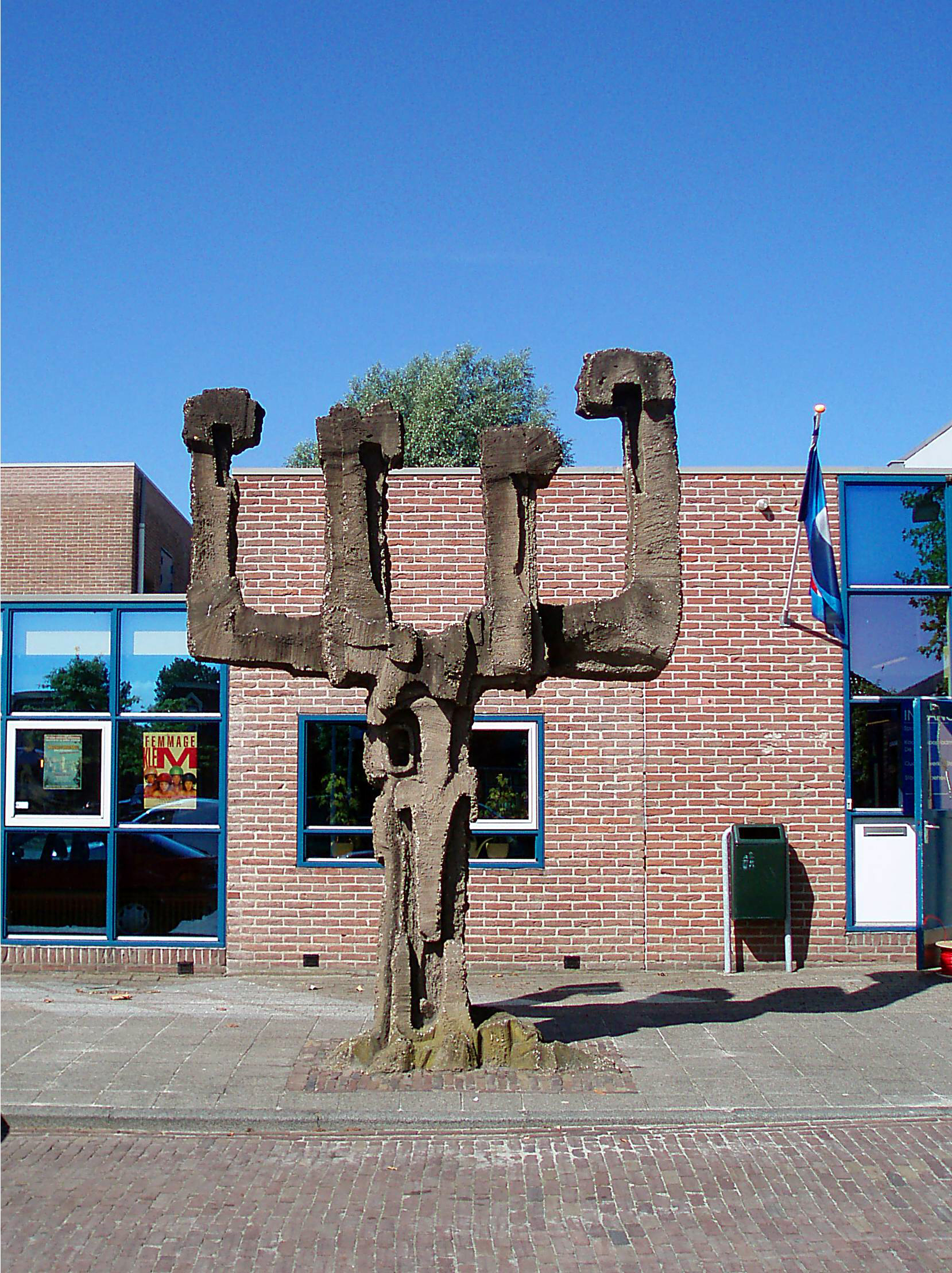
Levende ent (1973)
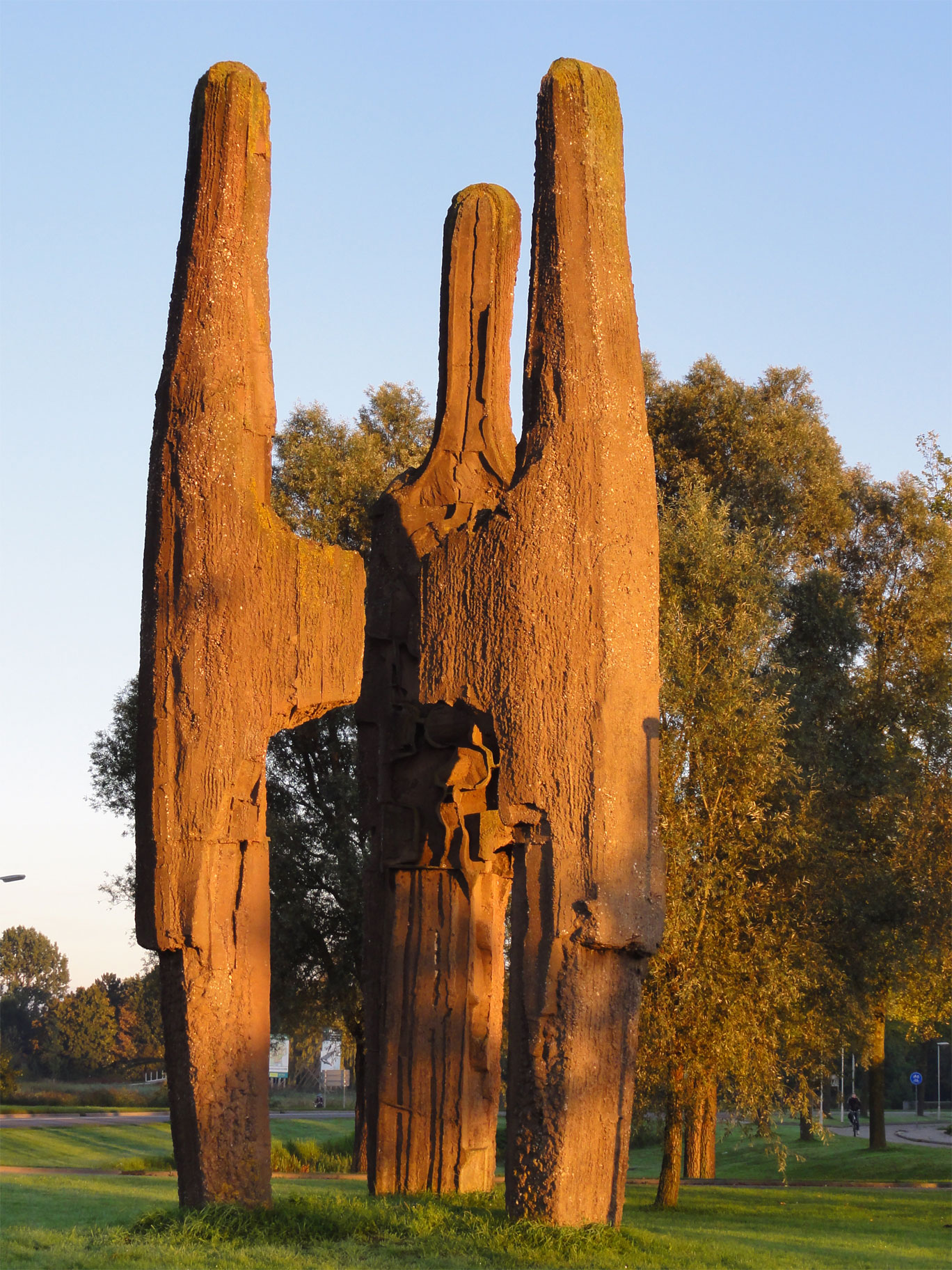
Drie figuren (1979)

- Gemeinsame Normdatei: 1137398264
- International Standard Name Identifier: 0000 0004 6099 1010
- RKD-Nederlands Instituut voor Kunstgeschiedenis: 54907
- Virtual International Authority File: 524150172742700180006